# Mariana da Fonseca
Mariana Cecília de Sousa Meirelles, coniugata da Fonseca (Rio de Janeiro, 10 febbraio 1826 – Rio de Janeiro, 9 aprile 1905), è stata una filantropa e politica brasiliana.

## Biografia
Mariana era la figlia del capitano Feliciano de Sousa Meireles, e di sua moglie, Henriette Julia Carneiro Leão. La famiglia si trasferì a Cuiabá. Lì, intorno al 1860, ha incontrato il suo futuro marito, l'allora capitano dell'esercito brasiliano Manuel Deodoro da Fonseca.
La coppia si sposò un paio di settimane dopo, il 16 aprile dello stesso anno. Non ebbero figli. Il soprannome della coppia era Maneco e Marianinha.
Hanno vissuto per due anni a Cuiabá, dove Fonseca servì come aiutante di campo del Presidente della Provincia, Antonio Pedro de Alencastro. Nel 1864, con la guerra del Paraguay, Fonseca partì lasciandola per circa sei anni a vivere con la madre e le sei cognate.
Con la proclamazione della Repubblica, Mariana è diventata first lady del paese.